# Victoria Embankment

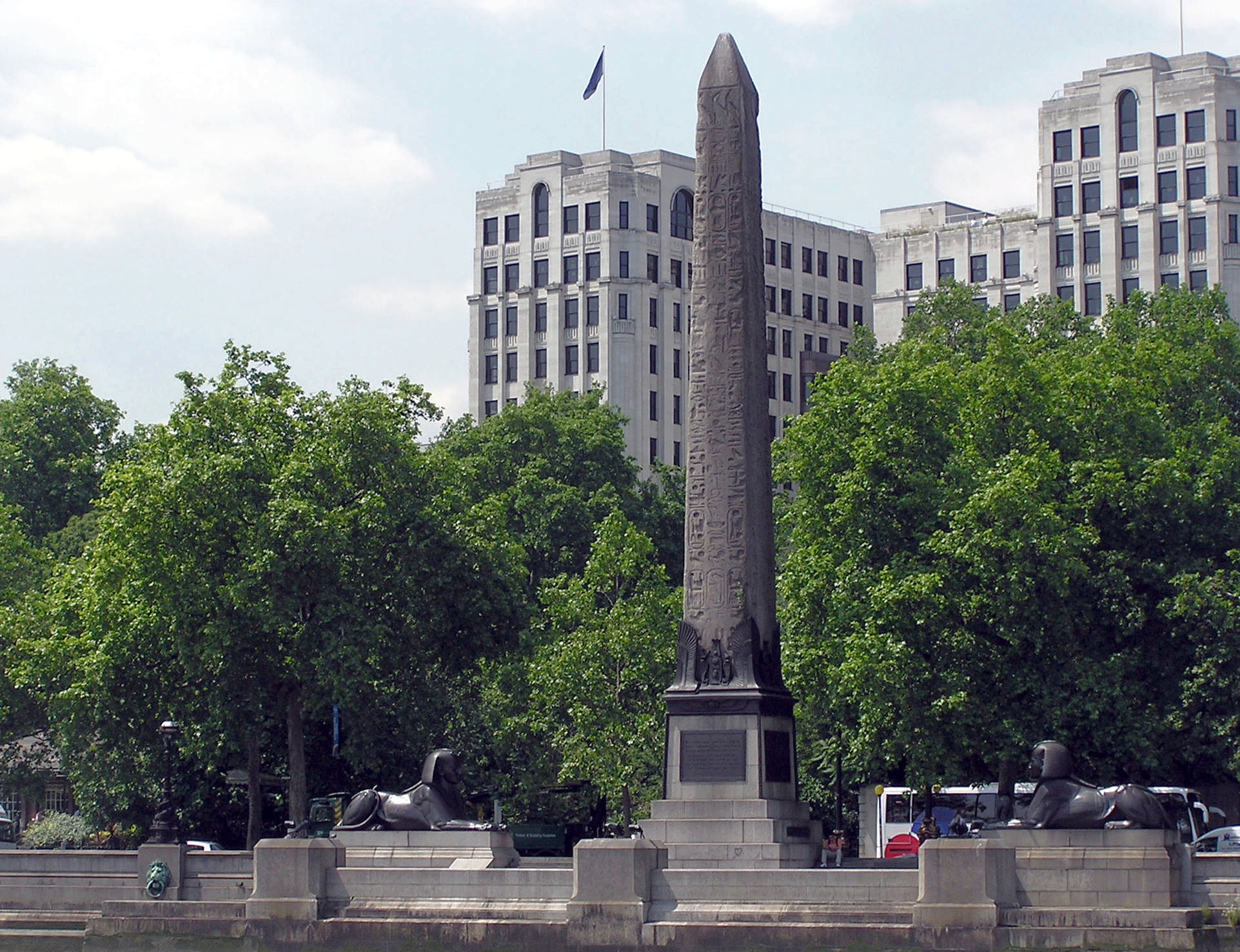
Cleopatra’s Needle

De Victoria Embankment maakt deel uit van de Thames Embankment, en ligt aan de noordelijke oever van de rivier de Theems in Londen. 
De kade dient als rijweg en wandelpromenade en loopt van Westminster, nabij de Parlementsgebouwen naar de City of London.
De kade werd ontwikkeld omdat er een moderner rioleringssysteem voor de stad nodig was. Ook moest hij dienen om de verkeersdruk op de Strand en Fleet Street te verminderen. Ook de tunnels voor de District Line van de metro van Londen zijn onder de Embankment aangelegd. Het werk aan de kade werd voltooid in 1870. Twee openbare parken maken eveneens deel uit van het traject. De Egyptische obelisk Cleopatra’s Needle behoort tot de attracties langs de kade. Op de Victoria Embankment staat een standbeeld gewijd aan Joseph Bazalgette, de bouwer van de Embankment en de bedenker van het rioolstelsel van Londen.